# توماس إي. مكنمارا
توماس إي. مكنمارا (بالإنجليزية: Thomas E. McNamara)‏ هو دبلوماسي أمريكي، ولد في 1940 في نيو هيفن في الولايات المتحدة.

## وصلات خارجية
- توماس إي. مكنمارا على موقع إن إن دي بي (الإنجليزية)